# Posłowie do Parlamentu Europejskiego II kadencji

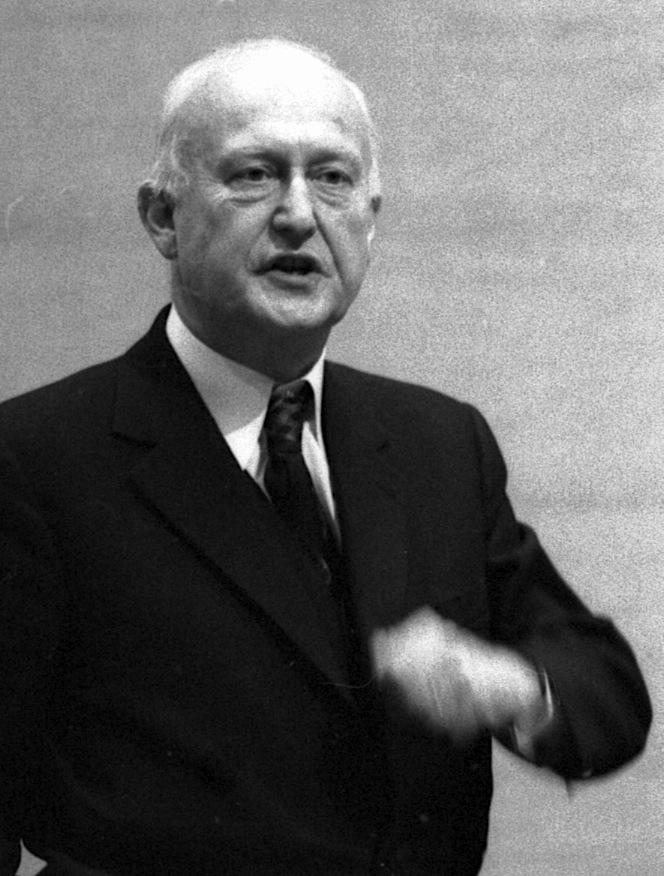
Pierre Pflimlin – przewodniczący PE II kadencji od 1984 do 1987

Posłowie II kadencji do Parlamentu Europejskiego zostali wybrani w wyborach przeprowadzonych w 10 państwach członkowskich Unii Europejskiej pomiędzy 14 a 17 czerwca 1984. Kadencja rozpoczęła się 24 lipca 1984 i zakończyła się w 1989.
Pomiędzy państwa członkowskie podzielono 434 mandatów.
Na mocy porozumienia pomiędzy grupami chadeków i europejskich demokratów przewodniczącym PE II kadencji był przez pierwsze 2,5 roku Pierre Pflimlin (do 1987) i następnie Henry Plumb (od 1987).
W Parlamencie Europejskim II kadencji powołano osiem frakcji politycznych:
- Partia Europejskich Socjalistów (SOC)
- Europejska Partia Ludowa (EPP)
- Europejscy Demokraci (ED)
- Grupa Sojuszu Komunistycznego (COM)
- Partia Europejskich Liberałów, Demokratów i Reformatorów (LD)
- Europejski Sojusz Demokratyczny (EDA)
- Grupa Tęczowa (RBW)
- Europejska Prawica (ER)
- Niezrzeszeni (NI)

## Deputowani według grup

### SOC
| Państwo         | Lista        | Posłowie | Liczba |
| --------------- | ------------ | --- | ------ |
| Belgia          | PS           | Raymonde Dury, Ernest Glinne, José Happart, Anne-Marie Lizin (do 9.05.1988), Marcel Remacle | 5      |
|                 | sp.a         | Karel Van Miert (do 1.11.1985), Marijke Van Hemeldonck, Willy Vernimmen | 3      |
| Dania           | A            | Ejner Hovgård Christiansen, Ove Fich, Eva Gredal | 3      |
|                 | F            | Finn Lynge (do 31.12.1984) | 1      |
| Francja         | PS           | Jean-Paul Bachy (do 23.06.1984), Jean Besse, Alain Bombard, Gisèle Charzat, Jean-Pierre Cot, Louis Eyraud, Roger Fajardie (do 25.08.1987), Léon Fatous, Yvette M. Fuillet, Colette Gadioux, Max Gallo, Lionel Jospin (do 12.05.1988), Marie-Noëlle Lienemann (od 25.06.1988), Charles-Emile Loo, Didier Motchane (do 22.05.1989), Nicole Péry, Henri Saby, Georges Sutra de Germa, Bernard Thareau, Marie-Claude Vayssade | 20     |
| Grecja          | PASOK        | Paraskiewas Awjerinos, Nikolaos Gazis, Manolis Glezos (do 25.01.1985), Jeorjos Mawros, Konstandina Pandazi, Christos Paputsis, Spiridon Plaskowitis, Jeorjos Romeos, Grigoris Warfis (do 5.01.1985), Nikolaos Wgenopoulos (do 27.12.1985) | 10     |
| Hiszpania       | PSOE         | José Álvarez de Paz (od 1.01.1986 do 5.07.1987), Víctor Manuel Arbeloa Muru (od 1.01.1986 do 5.07.1987), Bernardo Bayona Aznar (od 1.01.1986 do 5.07.1987), Enrique Barón Crespo (od 1.01.1986 do 5.07.1987), Carlos María Bru (od 1.01.1986 do 5.07.1987), José Miguel Bueno Vicente (od 1.01.1986 do 5.07.1987), Esteban Caamaño Bernal (od 1.01.1986 do 5.07.1987), Jesús Cabezón Alonso (od 1.01.1986 do 5.07.1987), José Cabrera Bazan (od 1.01.1986 do 5.07.1987), Eusebio Cano Pinto (od 1.01.1986 do 5.07.1987), Juan Luis Colino Salamanca (od 1.01.1986 do 5.07.1987), Joan Colom i Naval (od 1.01.1986 do 5.07.1987), Bárbara Dührkop (od 6.07.1987), Ludivina García Arias (od 1.01.1986 do 5.07.1987), José Luis Garcia Raya (od 1.01.1986 do 5.07.1987), Julián Grimaldos (od 1.01.1986 do 5.07.1987), Manuel Medina Ortega (od 1.01.1986 do 5.07.1987), Ana Miranda de Lage (od 1.01.1986 do 5.07.1987), Fernando Morán (od 6 lipca 1987), Francisco Oliva Garcia (od 1.01.1986 do 5.07.1987), Luis Planas Puchades (od 1.01.1986 do 5.07.1987), Josep Pons Grau (od 1.01.1986), Juan de Dios Ramírez-Heredia (od 1.01.1986 do 5.07.1987), Xavier Rubert de Ventós (od 1.01.1986 do 5.07.1987), Francisco Javier Sanz Fernández (od 1.01.1986 do 5.07.1987), Enrique Sapena Granell (od 1.01.1986 do 5.07.1987), Mateo Sierra Bardají (od 1.01.1986 do 5.07.1987), José Vázquez Fouz (od 1.01.1986 do 5.07.1987), Josep Verde i Adela (od 1.01.1986 do 5.07.1987), Carlos Barral Agesta (od 1.01.1986 do 5.07.1987), José Manuel Duarte Cendán (od 1.01.1986 do 5.07.1987), Rafael Estrella Pedrola (od 1.01.1986 do 5.07.1987), María Elena Flores Valencia (od 1.01.1986 do 5.07.1987), Antonio Garcia-Pagan Zamora (od 1.01.1986 do 5.07.1987), José Ramón Herrero Merediz (od 1.01.1986 do 5.07.1987), Zenon-José Luis Paz (od 1.01.1986 do 5.07.1987), Maria Dolors Renau i Manén (od 1.01.1986 do 5.07.1987), Felipe Sanchez-Cuenca Martinez (od 1.01.1986 do 5.07.1987) | 28     |
| Holandia        | PvdA         | Hedy d’Ancona, Robert Cohen, Pieter Dankert, Ien van den Heuvel, Alman Metten, Hemmo Muntingh, Phili Viehoff, Ben Visser, Eisso Woltjer | 9      |
| Luksemburg      | LSAP         | Victor Abens, Lydie Schmit (do 7.04.1988) | 2      |
| Portugalia      | PS           | Jorge Campinos (od 1.01.1986 do 13.09.1987), António Antero Coimbra Martins (od 1.01.1986 do 13.09.1987), Rodolfo Crespo (od 1.01.1986 do 13.09.1987), Luís Filipe Madeira (od 1.01.1986 do 13.09.1987), Luís Marinho (od 14.09.1987), Maria de Lourdes Pintasilgo (od 14.09.1987), Walter Rosa (od 1.01.1986 do 13.09.1987) | 8      |
| RFN             | SPD          | Rudi Arndt, Jürgen Brinckmeier (do 28.11.1984), Ludwig Fellermaier, Katharina Focke, Bruno Friedrich (do 20.06.1987), Fritz Gautier (do 12.02.1987), Klaus Hänsch, Magdalene Hoff, Jan Klinkenborg (do 28.07.1988), Karl-Heinrich Mihr, Hans Johannes Wilhelm Peters, Rolf Linkohr, Dieter Rogalla, Mechtild Rothe, Willi Rothley, Jannis Sakellariou, Heinke Salisch, Dieter Schinzel, Gerhard Schmid, Heinz Schreiber, Horst Seefeld, Hans-Joachim Seeler, Lieselotte Seibel-Emmerling, Barbara Simons, Günter Topmann, Heinz Oskar Vetter, Kurt Vittinghoff, Thomas von der Vring, Manfred Wagner, Gerd Walter, Beate Weber, Klaus Wettig, Heidemarie Wieczorek-Zeul (do 1.03.1987) | 33     |
| Wielka Brytania | Partia Pracy | Gordon J. Adam, Richard A. Balfe, Janey O’Neil Buchan, Barbara Castle, Kenneth Collins, Christine Crawley, George Robert Cryer, Michael Elliott, Alexander Falconer, Glyn Ford, Winston James Griffiths, Michael Hindley, Geoffrey Hoon, Leslie Huckfield, Stephen Hughes, John Hume, Alfred Lomas, Michael McGowan, Hugh McMahon, David Martin, Thomas Megahy, David Morris, Arthur Stanley Newens, Edward Newman, Terry Pitt (do 2.10.1986), Joyce Quin, Barry Seal, Llewellyn Smith, George Stevenson, Kenneth Stewart, John Tomlinson, Carole Tongue, Norman West | 33     |
| Włochy          | PSI          | Gianni Baget Bozzo, Mario Dido, Anselmo Guarraci, Claudio Martelli, Vincenzo Mattina, Jiri Pelikan, Mario Rigo, Carlo Tognoli (do 29.07.1987), Mario Zagari | 10     |
|                 | PSDI         | Giuseppe Amadei, Renato Massari (do 1.02.1987), Giovanni Moroni | 3      |
| Razem           | Razem        | Razem | 169    |

### EPP
| Państwo    | Lista                             | Posłowie | Liczba |
| ---------- | --------------------------------- | --- | ------ |
| Belgia     | CD&V                              | Raphaël Chanterie, Lambert Croux, Rika De Backer-Van Ocken, Pol Marck | 4      |
|            | PSC                               | Gérard Deprez, Fernand Herman | 2      |
| Dania      | CD                                | Erhard V. Jakobsen (do 9.09.1987) | 1      |
| Francja    | UDF                               | Jean-Pierre Abelin, Monique Badénes (od 6.01.1989), Dominique Baudis (do 20.06.1988), Michel Debatisse, Nicole Fontaine, Robert Hersant, Jean Lecanuet (do 9.09.1988), Jacques Mallet, Roger Partrat (do 10.04.1988), Jean-Marie Vanlerenberghe (do 20.03.1986) | 10     |
|            | CDS                               | Pierre Bernard-Reymond (do 4.12.1986), Pierre Pflimlin | 2      |
| Grecja     | ND                                | Jeorjos Anastasopulos, Ewangelos Awerof (do 27.07.1984), Eftimios Christodulu, Dimitrios Ewrijenis (do 27.01.1986), Kiriakos Jerondopulos (do 22.06.1989), Marieta Janaku, Panajotis Lambrias, Ioannis Tzounis | 8      |
| Hiszpania  | CIU                               | Concepció Ferrer (od 6.07.1987) | 1      |
|            | UCD                               | Leopoldo Calvo-Sotelo (od 1.01.1986 do 5.07.1987) | 1      |
|            | Demokratyczna Unia Katalonii      | Josep Antoni Duran i Lleida (od 1.01.1986 do 5.07.1987) | 1      |
|            | EAJ-PNV                           | Juan Antonio Gangoiti Llaguno (od 1.01.1986 do 5.07.1987), Andoni Monforte Arregui (od 1.01.1986 do 5.07.1987) | 2      |
|            | PDP                               | Julén Guimon Ugartechea (od 1.01.1986 do 5.07.1987), César Llorens Barges (od 1.01.1986 do 1.01.1987), Luis Vega y Escandon (od 1.01.1986 do 5.07.1987) | 3      |
| Holandia   | CDA                               | Bouke Beumer, Elise Boot, Petrus Cornelissen, Hanja Maij-Weggen, Jean Penders, Yvonne van Rooy (do 30.10.1986), Teun Tolman, Willem Vergeer | 8      |
| Irlandia   | Fine Gael                         | Mary Elizabeth Banotti, Mark Clinton, John Joseph McCartin, Tom O’Donnell, Thomas Raftery, Richie Ryan (do 18.05.1986) | 6      |
| Luksemburg | CSV                               | Nicolas Estgen, Marcelle Lentz-Cornette, Ernest Mühlen | 3      |
| Portugalia | CDS-PP                            | José Augusto Gama (od 14.09.1987), Francisco António Lucas Pires (od 1.01.1986 do 13.09.1987), Manuel dos Santos Machado (od 14.09.1987), Luís Filipe Pais Beirôco (od 1.01.1986 do 13.09.1987) | 4      |
|            | Centrum Demokratyczne i Społeczne | José Vicente Carvalho Cardoso (od 14.09.1987) | 1      |
| RFN        | CDU                               | Jochen van Aerssen, Siegbert Alber, Otto Bardong, Philipp von Bismarck, Erik Bernhard Blumenfeld, Ursula Braun-Moser, Elmar Brok, Manfred Artur Ebel, Otmar Franz, Isidor Früh, Wilhelm Hahn (do 3.10.1987), Karl-Heinz Hoffmann, Egon Klepsch, Horst Langes, Gerd Ludwig Lemmer, Marlene Lenz, Rudolf Luster, Kurt Malangré, Renate-Charlotte Rabbethge, Günter Rinsche, Bernhard Sälzer, Konrad Schön, Leopold Späth, Kurt Wawrzik, Meinolf Mertens, Werner Münch, Gabriele Peus, Gero Pfennig (do 1.12.1985), Hans Poetschki, Hans-Gert Pöttering, Rudolf Wedekind, Karl von Wogau, Hans-Jürgen Zahorka, Axel Zarges | 34     |
|            | CSU                               | Heinrich Aigner (do 24.03.1988), Reinhold L. Bocklet, Ingo Friedrich, Otto von Habsburg, Fritz Pirkl, Ursula Schleicher, Franz Ludwig Schenk Graf von Stauffenberg | 7      |
| Włochy     | DC                                | Dario Antoniozzi, Giovanni Bersani, Franco Borgo, Carlo Casini, Maria Luisa Cassanmagnago Cerretti, Mauro Chiabrando, Vittorino Chiusano, Michelangelo Ciancaglini (do 6.06.1988), Roberto Costanzo, Luigi Ciriaco De Mita (do 13.04.1988), Sergio Ercini, Roberto Formigoni, Gerardo Gaibisso, Giovanni Giavazzi, Vincenzo Giummarra, Antonio Iodice, Giosuè Ligios, Salvatore Lima, Alberto Michelini, Alfeo Mizzau, Eolo Parodi, Ferruccio Pisoni, Nino Pisoni, Mario Pomilio, Gustavo Selva, Giovanni Starita | 26     |
|            | SVP                               | Joachim Dalsass | 1      |
| Razem      | Razem                             | Razem | 126    |

### ED
| Państwo         | Lista | Posłowie | Liczba |
| --------------- | ----- | --- | ------ |
| Dania           | C     | Marie Jepsen, Poul Møller (do 12.10.1986), Jeanette Oppenheim, Claus Toksvig (do 5.11.1988) | 4      |
| Hiszpania       | PP    | José María Alvarez de Eulate Peñaranda (od 1.01.1986 do 5.07.1987), Pedro Argüelles Salaverria (od 6.07.1986), Miguel Arias Cañete (od 1.01.1986 do 5.07.1987), Pío Cabanillas Gallas (od 1.01.1986 do 5.07.1987), Ramón Diaz del Rio Jaudenes (od 6.07.1987), Arturo Juan Escuder Croft (od 1.01.1986 do 5.07.1987), Manuel Fraga Iribarne (od 6.07.1987), Manuel García Amigo (od 1.01.1986 do 5.07.1987), Salvador Garriga Polledo (od 6.07.1987), José María Lafuente López (od 1.01.1986 do 5.07.1987), Carmen Llorca Vilaplana (od 1.01.1986 do 5.07.1987), Antonio Navarro (od 1.01.1986 do 5.07.1987), Luis Guillermo Perinat Elio (od 1.01.1986 do 5.07.1987), Carlos Robles Piquer (od 1.01.1986 do 5.07.1987), Domènec Romera i Alcàzar (od 1.01.1986 do 5.07.1987), Fernando Suárez González (od 1.01.1986 do 5.07.1987), José Valverde López (od 6.07.1987), Manuel Cantarero del Castillo (od 1.01.1986 do 5.07.1987), Emilio Duran Corsanego (od 1.01.1986 do 5.07.1987) | 17     |
| Wielka Brytania | CP    | Robert Battersby, Christopher Beazley, Peter Beazley, Nicholas Bethell, 4. baron Bethell, Beate Ann Brookes, Bryan Cassidy, Fred Catherwood, Richard Cottrell, John de Courcy Ling, David Curry, Charles Wellesley (Lord Duoro), Margaret Daly, Diana Elles, James Elles, Sheila Faith, Basil de Ferranti (do 24.09.1988), Paul Howell, Alasdair Hutton, Caroline Jackson, Christopher Jackson, Michael Kilby, Edward McMillan-Scott, John Leslie Marshall, James Moorhouse, Bill Newton Dunn, Tom Normanton, Charles Towneley Strachey, Lord O’Hagan, George Benjamin Patterson, Andrew Pearce, Henry Plumb, Derek Prag, Peter Price, Christopher Prout, James Provan, Shelagh Roberts, James Scott-Hopkins, Madron Seligman, Alexander Sherlock, Richard Simmonds, Anthony Simpson, Jack Stewart-Clark, Frederick Tuckman, Amédée Turner, Peter Vanneck, Michael Welsh | 45     |
| Razem           | Razem | Razem | 66     |

### COM
| Państwo    | Lista             | Posłowie | Liczba |
| ---------- | ----------------- | --- | ------ |
| Dania      | SF                | Bodil Boserup, John Iversen (od 1.01.1985) | 2      |
| Francja    | PCF               | Danielle De March-Ronco, Maxime François Gremetz (do 29.04.1986), Jacqueline Hoffmann (do 29.04.1986), Emmanuel Maffre-Baugé, Georges Marchais, René-Emile Piquet, Pierre-Benjamin Pranchère, Paul Vergès, Francis Wurtz | 9      |
|            | Unia Progresywna  | Robert Chambeiron | 1      |
| Grecja     | KKE               | Dimitrios Adamu (do 18.09.1987), Alekos Alawanos, Wasilis Efremidis, Leonidas Kirkos (do 17.01.1985) | 4      |
| Hiszpania  | IU                | Antoni Gutiérrez Díaz (od 6.07.1987), Fernando Pérez Royo (od 6.07.1987), Alonso Puerta (od 6.07.1987) | 3      |
| Portugalia | PCP               | José Barros Moura (od 1.01.1986 do 13.09.1987), Carlos Aboim Inglez (od 14.09.1987), José Antonio Brito Apolonia (od 1.01.1986 do 13.09.1987), Joaquim Miranda (od 1.01.1986 do 13.09.1987) | 4      |
| Włochy     | PCI               | Carla Barbarella, Roberto Barzanti, Aldo Bonaccini, Angelo Carossino, Luciana Castellina, Giovanni Cervetti, Maria Lisa Cinciari Rodano, Pancrazio De Pasquale, Guido Fanti, Carlo Alberto Galluzzi, Natalino Gatti, Francesca Marinaro, Alberto Moravia, Alessandro Natta, Diego Novelli (do 30.01.1988), Giancarlo Pajetta, Giovanni Papapietro, Andrea Raggio, Alfredo Reichlin (do 16.01.1985), Giorgio Rossetti, Sergio Camillo Segre, Renzo Trivelli, Osvalda Trupia, Maurizio Valenzi | 24     |
|            | Niezależna Lewica | Felice Ippolito, Altiero Spinelli (do 23.05.1986), Vera Squarcialupi | 3      |
| 50         |                   | |        |

### LD
| Państwo    | Lista                  | Posłowie | Liczba |
| ---------- | ---------------------- | --- | ------ |
| Belgia     | VLD                    | Karel De Gucht, August De Winter | 2      |
|            | PRL                    | Luc Beyer de Ryke, Daniel Ducarme (do 11.11.1985), Michel Toussaint | 3      |
| Dania      | V                      | Jørgen Brøndlund Nielsen, Tove Nielsen | 2      |
| Hiszpania  | CIU                    | Carles-Alfred Gasòliba (od 1.01.1986 do 5.07.1987), Joaquim Muns Albuixech (od 6.07.1987) | 2      |
| Holandia   | VVD                    | Jessica Larive, Hendrik Louwes, Hans Nord, Florus Wijsenbeek | 4      |
| Irlandia   | Niezależna Fianna Fáil | Thomas Joseph Maher | 1      |
| Luksemburg | DP                     | Colette Flesch (od 8.09.1985) | 1      |
| Portugalia | PSD                    | Francisco Pinto Balsemão (od 1.01.1986 do 12.01.1986), Fernando Condesso (od 1.01.1986 do 13.09.1987), António Jorge de Figueiredo Lopes (do 15.09.1988), Vasco Garcia (od 1.01.1986 do 13.09.1987), António Joaquim Marques Mendes (od 14.09.1987), Manuel Pereira (od 1.01.1986 do 13.09.1987), Virgílio Pereira (od 1.01.1986 do 13.09.1987), Carlos Pimenta (od 14.09.1987), Pedro Augusto Pinto (od 1.01.1986 do 13.09.1987), Pedro Santana Lopes (od 14.09.1987), Rui Manuel Almeida Mendes (od 1.01.1986 do 13.09.1987), José Silva Domingos (od 1.01.1986 do 18.02.1987) | 10     |
| Francja    | UDF                    | André Fourçans (od 19.08.1986), Charles Baur (od 12.12.1986, Roland Blum (od 20.03.1986 do 3.04.1987), Georges de Brémond d’Ars (od 9.09.1989), Robert Delorozoy, Jean-François Deniau (od 1.04.1986), Stéphane Dermaux (od 1.07.1988), Georges Donnez, Michel Poniatowski, Christiane Scrivener (do 5.01.1986), Simone Veil, Claude Wolff | 12     |
|            | PR                     | Robert Batailly (od 7.01.1989), Gérard Benhamou (od 9.09.1987), Jean-Thomas Nordmann | 3      |
|            | PR                     | Roger Chinaud (do 3.04.1989), Yves Galland (do 18.08.1986), Gérard Longuet (do 19.03.1986), Simone Martin, André Rossi (do 5.09.1986) | 5      |
| Włochy     | PLI                    | Vincenzo Bettiza, Sergio Pininfarina (do 1.07.1988) | 2      |
|            | PRI                    | Mario Di Bartolomei, Jas Gawronski, Rosario Romeo (do 16.03.1987) | 3      |
| 29         |                        | |        |

### EDA
| Państwo         | Lista                               | Posłowie | Liczba |
| --------------- | ----------------------------------- | --- | ------ |
| Francja         | RPR                                 | Denis Baudouin, Hubert Jean Buchou (od 4.04.1987), Alain Carignon (do 19.04.1986), Jean-Pierre Cassabel (od 1.07.1986 do 28.10.1987, Nicole Chouraqui (do 1.09.1987), Anne-Marie Dupuy (do 31.12.1988), André Fanton, Gaston Flosse (do 19.03.1986), Roger Gauthier (od 20.03.1986), Jacqueline Grand (od 12.04.1989), Guy Jean Guermeur, Jean-Paul Hugot (od 10.10.1988), Alain Juppé (do 19.03.1986), Pierre Lataillade (od 20.03.1986), Christian de La Malène, Jean-François Mancel (do 11.12.1986), Alain Marleix (od 1.05.1985), Jean Mouchel, François Musso, Christiane Papon (od 29.10.1987), Jean-Claude Pasty, Bernard Pons (do 30.04.1985), Jean-Pierre Roux (do 31.03.1987), Raymond Tourrain (od 5.12.1986), Jacques Vernier | 19     |
|                 | CNI                                 | Magdeleine Anglade, Philippe Malaud | 2      |
|                 | UDF                                 | Paulin-Christian Bruné (od 2.04.1986 do 30.07.1986) | 1      |
|                 | Francuska Demokracja Chrześcijańska | Alfred Coste-Floret | 1      |
|                 | PR                                  | Jacqueline Thome-Patenôtre | 1      |
| Grecja          | ND                                  | Joanis Butos | 1      |
| Irlandia        | FF                                  | Niall Andrews, Sylvester Barrett, Gene Fitzgerald, Seán Flanagan, James Fitzsimons, Patrick Joseph Lalor, Eileen Lemass, Ray Mac Sharry (do 10.04.1987) | 8      |
| Portugalia      | PRD                                 | José Manuel Medeiros Ferreira (od 1.01.1986 do 13.09.1987), António José Fernandes (od 1.01.1986 do 13.09.1987), António José Marques Mendes (od 1.01.1986 do 13.09.1987), Jorge Pegado Liz (od 1.01.1986 do 13.09.1987) | 4      |
| Wielka Brytania | SNP                                 | Winifred Ewing | 1      |
| Razem           | Razem                               | Razem | 38     |

### RBW
| Państwo   | Lista                   | Posłowie | Liczba |
| --------- | ----------------------- | --- | ------ |
| Belgia    | VU                      | Willy Kuijpers, Jaak Vandemeulebroucke | 2      |
|           | AGL                     | Paul Staes | 1      |
|           | Ecolo                   | François Roelants du Vivier | 1      |
| Dania     | N                       | Jørgen Bøgh (od 31.08.1987), Jens-Peter Bonde, Ib Christensen, Else Hammerich | 4      |
| Hiszpania | EA                      | Juan Carlos Garaikoetxea Urriza (od 6.07.1987) | 1      |
|           | Grupa Mixto Congreso    | Juan María Bandrés Molet (od 1.01.1986 do 5.07.1987) | 1      |
| Holandia  | PPR-EIC                 | Herman Verbeek (od 15.12.1986) | 1      |
|           | PSP                     | Bram van der Lek | 1      |
| RFN       | Zieloni                 | Undine-Uta Bloch von Blottnitz, Friedrich-Wilhelm Graefe zu Baringdorf (do 4.11.1987), Benedikt Härlin, Brigitte Heinrich (do 29.12.1987), Michael Klöckner, Dorothee Piermont (od 27.02.1987), Frank Schwalbe-Hoth (do 18.02.1987) | 7      |
| Włochy    | UV-Psd’a                | Michele Columbu | 1      |
|           | Demokracja Proletariatu | Emilio Molinari (do 2.09.1985) | 1      |
| Razem     | Razem                   | Razem | 21     |

### ER
| Państwo         | Lista                    | Posłowie | Liczba |
| --------------- | ------------------------ | --- | ------ |
| Francja         | FN                       | Bernard Antony, Michel de Camaret (do 14.06.1987), Dominique Chaboche (do 10.04.1986), Michel Collinot, Jean-Marie Le Chevallier, Martine Lehideux, Jean-Marie Le Pen, Olivier Lefèvre d’Ormesson, Gustave Pordea, Jean-Pierre Stirbois (do 15.04.1986) | 10     |
| Grecja          | Ethniki Politiki Enossis | Chrisantos Dimitriadis (do 31.07.1988) | 1      |
| Wielka Brytania | UUP                      | John David Taylor | 1      |
| Włochy          | MSI                      | Giorgio Almirante (do 23.05.1988), Antonino Buttafuoco, Francesco Petronio, Pino Romualdi (do 22.05.1988), Antonino Tripodi (do 19.08.1988) | 5      |
| Razem           | Razem                    | Razem | 17     |

### NI
| Państwo         | Lista          | Posłowie | Liczba |
| --------------- | -------------- | --- | ------ |
| Belgia          | sp.a           | Jef Ulburghs | 1      |
| Hiszpania       | CDS            | Rafael Calvo Ortega (od 6.07.1987), José Emilio Cervera Cardona (od 6.07.1987), José Coderch Planas (od 6.07.1987), Carmen Díez de Rivera Icaza (od 6.07.1987), Federico Mayor Zaragoza (do 16.12.1987), Raúl Morodo Leoncio (od 6.07.1987), Eduardo Punset i Casalis (od 6.07.1987) | 7      |
|                 | Herri Batasuna | José María Montero Zabala (od 6.07.1987) | 1      |
| Holandia        | SBP            | Leen van der Waal | 1      |
| Włochy          | RI             | Emma Bonino (do 11.09.1984), Marco Pannella, Enzo Tortora (do 13.12.1985) | 3      |
| Wielka Brytania | DUP            | Ian Paisley | 1      |
| Razem           | Razem          | Razem | 14     |

## Zmiany w deputowanych II kadencji
Belgia
| - Claude Desama (PS, od 10.05.1988) - Alfons Boesmans (sp.a, od 4.11.1985) - Anne André-Léonard (PRL, od 12.11.1985) |

Dania
| - Birgit Bjørnvig (N, od 1.09.1987) - Lars Poulsen (C, od 13.10.1986) - Frode Kristoffersen (C, od 6.11.1985) | - Peter Klaus Duetoft (CD, od 10.09.1987 do 31.10.1988) - Erhard Jakobsen (CD, od 1.11.1988) |

Francja
| - Stéphane Dermaux (UDF, od 1.07.1988) - Charles Baur (UDF, od 12.12.1986) - Jean-Marie Vanlerenberghe (UDF, od 20.03.1986) - Jacqueline Grand (UDF, od 12.04.1989) - Gérard Benhamou (UDF, od 9.09.1987) - Paulin-Christian Bruné (UDF, od 2.04.do 30.06.1986) - Jean-Pierre Cassabel (UDF, od 1.07.1986 do 28.10.1987) - Christiane Papon (UDF, od 29.10.1987) - Robert Batailly (UDF, od 7.01.1989) - Pierre Lataillade (UDF, od 20.03.1985) - André Fourçans (UDF, od 19.08.1986) - Roger Gauthier (UDF, od 20.03.1986) - Jean-Paul Hugot (UDF, od 10.10.1988) - Roland Blum (UDF, od 20.03.1986 do 3.04.1987) - Georges de Brémond d’Ars (UDF, od 9.09.1987) | - Alain Marleix (UDF, od 12.05.1985) - Raymond Tourrain (UDF, od 5.12.1986) - Hubert Buchou (UDF, od 4.04.1987) - Monique Badénes (UDF, od 6.01.1989) - Martine Buron (PS, od 1.07.1988) - Jean-Marie Alexandre (PS, od 9.09.1987) - Jean Crusol (PS, od 16.05.1988) - Louis Chopier (PS, od 21.07.1988) - Charles Wendeling (PS, od 24.05.1989) - Louis Baillot (PCF, od 30.04.1986) - Sylvie Mayer (PCF, od 30.04.1986) - Roger Palmieri (FN, od 1.07.1987) - Gilbert Devèze (FN, od 16.04.1986) - Roland Gaucher (FN, od 16.04.1986) |

Grecja
| - Konstandinos Stawru (ND, od 27.07.1984) - Jeorjos Saridakis (ND, od 28.01.1986) - Spiridon Kolokotronis (PASOK, od 28.01.1985) - Leonidas Lagakos (PASOK, od 8.01.1985) - Nikolaos Papakiriazis (PASOK, od 31 grudnia 1985) | - Dimitrios Desilas (KKE, od 6.10.1987) - Konstandinos Filinis (KKE, od 28.01.1985) - Aristidis Dimopulos (EPE, od 1.08.1988 do 6.02.1989) - Spiridon Zurnadzis (EPE, od 9.02.1989) |

Hiszpania
| - José Antonio Escudero (CDS, od 17.12.1987) |

Holandia
| - James Janssen van Raay (CDA, od 5.11.1988) - Nel van Dijk (PPR-CPN, od 17.12.1988) |

Irlandia
| - Mark Killilea (Fianna Fáil, od 24.03.1987) - Christopher Gerard O’Malley (FG, od 3.06.1985) |

Luksemburg
| - Joseph Wohlfart (LSAP, od 28.04.1988) - Lydie Polfer (DP, od 9.10.1985) |

Portugalia
| - Rui Amaral (PSD, od 13.02.1986) - José Pereira Lopez (PSD, od 19.02.1986) | - António Augusto Lacerda de Queiróz (PSD, od 16.09.1988) - Maria Belo (PS, od 1.03.1988) |

Niemcy (RFN)
| - Diemut Theato (CDU, od 5.10.1987) - Wolfgang Hackel (CDU, od 2.12.1985) - Günther Müller (CSU, od 1.04.1988) - Rüdiger Hitzigrath (SPD, od 18.12.1984) - Lore Neugebauer (SPD, od 3.07.1987) - Werner Amberg (SPD, od 13.02.1987) | - Hans-Joachim Beckmann (SPD, od 15.08.1988) - Barbara Schmidbauer (SPD, od 3.03.1987) - Jakob von Uexküll (Związek90/Zieloni, od 5.11.1987) - Egbert Nitsch (Związek90/Zieloni, od 11.01.1988) - Wolfgang von Nostitz (Związek90/Zieloni, od 28.02.1987) - Wilfried Telkämper (Związek90/Zieloni, od 19.02.1987) |

Wielka Brytania
| - Edward Kellett-Bowman (CP, od 15.12.1988) - John Bird (LP, od 15.03.1987) |

Włochy
| - Bruno Ferrero (PCI, od 31.01.1986) - Tommaso Rossi (PCI, od 12.01.1985) - Carlo Alberto Graziani (PCI, od 20.06.1986) - Giovanni Travaglini (DC, od 13.04.1988) - Antonio Del Duca (DC, od 16.05.1988) - Margherita Boniver (PSI, od 15.09.1987) - Ettore Giovanni Andenna (PSDI, od 2.02.1987) - Marco Cellai (MSI, od 7.10.1988) | - Antonio Nicola Cantalamessa (MSI, od 1.09.1988) - Silvio Vitale (MSI, od 6.06.1988) - Giulio Maceratini (MSI, od 6.06.1988 do 1.10.1988) - Giuseppe Schiavinato (PLI-PRI, od 7.06.1988) - Francesco Compasso (PLI-PRI, od 8.04.1987) - Roberto Cicciomessere (RI, od 12.09.1984) - Giovanni Negri (RI, od 13.04.1988) - Alberto Tridente (DP, od 24.09.1985) |

## Przewodniczący grup
- SOC: Rudi Arndt
- EPP: Egon Klepsch
- ED: Henry Plumb
- COM: Gianni Cervetti
- LD: Simone Veil
- EDA: Christian de La Malène
- RBW: Else Hammerich (współprzewodniczący), Jaak Vandemeulebroucke, (współprzewodniczący) Bram van der Lek (współprzewodniczący) i Paul Staes (współprzewodniczący)
- RI: Jean-Marie Le Pen

## Rozkład mandatów według państw i grup (na koniec kadencji)
| Grupa poselska Państwo członkowskie | SOC | EPP | ED | COM | LD | EDA | RBW | ER | Niez. | Razem     |
| Belgia                              | 8   | 6   | –  |     | 5  |     | 4   | –  | 1     | 24        |
| Dania                               | 4   | 1   | –  | 1   | 2  | 4   | 4   | –  | –     | 16        |
| Francja                             | 20  | 41  | –  | 10  | –  | –   | –   | 10 | –     | 81        |
| Grecja                              | 10  | 8   | –  | 4   | –  | 1   | –   | 1  | –     | 24        |
| Hiszpania                           | 36  | 6   |    | –   | 2  | 14  | 1   | 1  | –     | 60        |
| Holandia                            | 9   | 8   |    |     | 5  |     | 2   | –  | 1     | 25        |
| Irlandia                            | –   | 6   |    |     | 1  | 8   | –   | –  |       | 15        |
| Luksemburg                          | 2   | 3   |    |     | 1  |     |     | –  |       | 6         |
| Portugalia                          | 6   | 3   |    | 3   | 10 | 1   |     | –  |       | 24        |
| Niemcy                              | 33  | 42  |    |     | 4  |     | 7   | –  |       | 81        |
| Wielka Brytania                     | 33  |     | 45 |     | 5  | 1   | –   | 1  | 1     | 81        |
| Włochy                              | 12  | 27  |    | 27  | 5  | –   | 2   | 5  | 3     | 81        |
| Unia Europejska                     | 174 | 150 | 45 | 45  | 36 | 19  | 20  | 17 | 6     | 515 (431) |